# 1963 у Миколаєві
| Роки в Миколаєві ← • 1901 • 1902 • 1903 • 1904 • 1905 • 1906 • 1907 • 1908 • 1909 • 1910 • 1911 • 1912 • 1913 • 1914 • 1915 • 1916 • 1917 • 1918 • 1919 • 1920 • 1921 • 1922 • 1923 • 1924 • 1925 • 1926 • 1927 • 1928 • 1929 • 1930 • 1931 • 1932 • 1933 • 1934 • 1935 • 1936 • 1937 • 1938 • 1939 • 1940 • 1941 • 1942 • 1943 • 1944 • 1945 • 1946 • 1947 • 1948 • 1949 • 1950 • 1951 • 1952 • 1953 • 1954 • 1955 • 1956 • 1957 • 1958 • 1959 • 1960 • 1961 • 1962 • 1963 • 1964 • 1965 • 1966 • 1967 • 1968 • 1969 • 1970 • 1971 • 1972 • 1973 • 1974 • 1975 • 1976 • 1977 • 1978 • 1979 • 1980 • 1981 • 1982 • 1983 • 1984 • 1985 • 1986 • 1987 • 1988 • 1989 • 1990 • 1991 • 1992 • 1993 • 1994 • 1995 • 1996 • 1997 • 1998 • 1999 • 2000 • → |

1963 у Миколаєві — список важливих подій, що відбулись у 1963 році в Миколаєві. Також подано перелік відомих осіб, пов'язаних з містом, що народились або померли цього року, отримали почесні звання від міста.

## Події

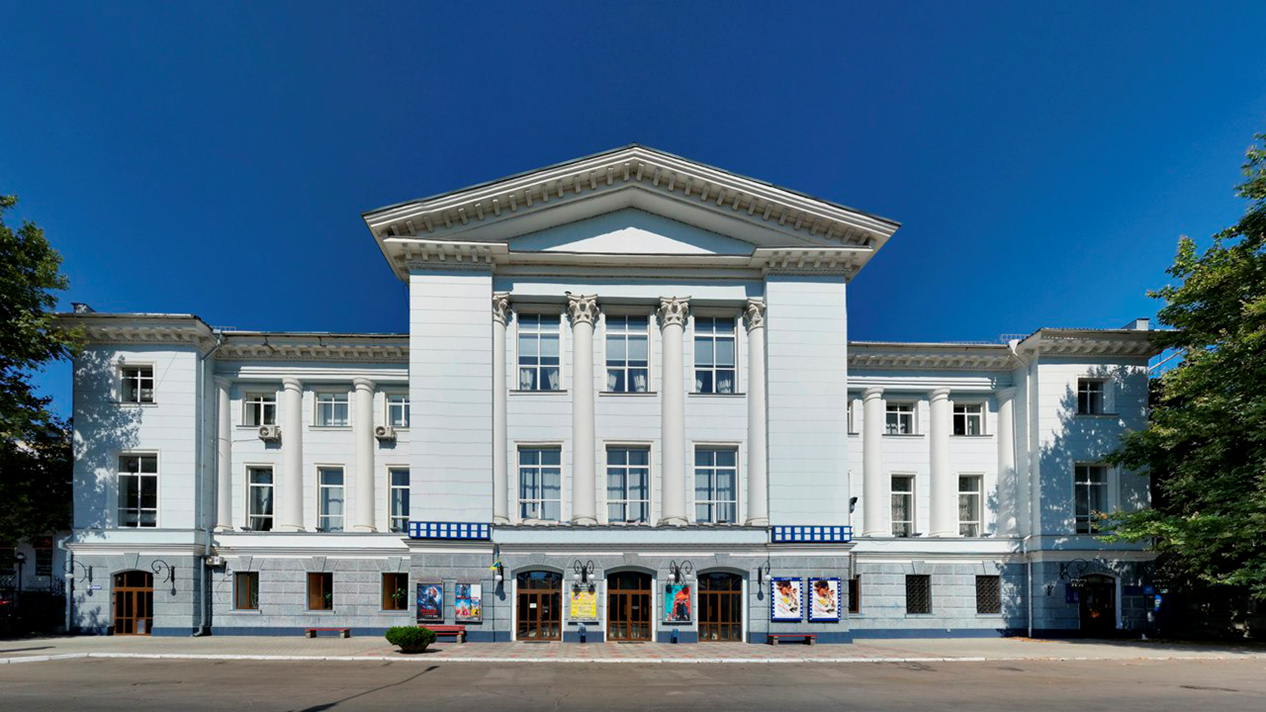
Кінотеатр «Батьківщина»

- 16 січня на місці напівзруйнованої будівлі театру «Червоний будинок», що зводилась до революції, був побудований кінотеатр «Батьківщина» на 1000 місць та обласна бібліотека.[1] Автори проєкту: архітектори В. І. Добровольська, Н. І. Коган, інженери А. А. Добролюбов, В. П. Колісниченко, І. Л. Бахацький, П. П. Сидоренко, Л. І. Христич.
- У квітні Миколаївський суднобудівний завод (тоді Миколаївський завод ім. 61 комунара) отримав перший орден Леніна[2].
- Створено виробничо-експлуатаційну контору газового господарства «Миколаївгаз».
- Пристань «Миколаїв» було перейменовано на Миколаївський річковий порт.
- Матвіївку було приєднано до електромережі.

## Особи

### Очільники
- Голова виконавчого комітету Миколаївської міської ради — Парсяк Никифор Онисимович.
- 1-й секретар Миколаївського міського комітету КПУ — Васляєв Володимир Олександрович.

### Почесні громадяни
- У 1963 році звання Почесного громадянина Миколаєва не присвоювалось.

### Народились
- Артим Дмитро Іванович (1 січня 1963 р., с. Попелів, Тлумацького району Івано-Франківської області) — український художник, член Миколаївської обласної організації Національної спілки художників України з 2003 року.
- Боженко Олег Віталійович (нар. 12 червня 1963, м. Миколаїв) — український політик, громадський діяч, директор (з 10.2005) ДП «Миколаївський регіональний центр стандартизації, метрології та сертифікації».
- Зінченко Володимир Миколайович (нар. 27 травня 1963, Луганськ, УРСР) — радянський та український футболіст, захисник та півзахисник. У складі клубу «Суднобудівник»/«Евіс» провів 188 матчів, забив 15 голів.
- Куліш Юрій Петрович радянський та український футболіст і тренер, захисник та півзахисник. Майстер спорту СРСР (1988). У складі клубу «Евіс»/«Миколаїв» провів 63 матчі, забив 12 голів.
- Мазараті В'ячеслав Григорович (12 січня 1963, Миколаїв) — український футболіст та футбольний тренер. У складі клубу «Суднобудівник» провів 160 матчів, забив 3 голи. Тренував різні миколаївські футбольні команди.
- Меладзе Костянтин Шотайович (нар. 11 травня 1963, Батумі, Грузинська РСР, СРСР) — російський композитор-пісняр і продюсер грузинського походження. Випускник Миколаївського кораблебудівного інституту.
- Пронкевич Олександр Вікторович (23 лютого 1963, Мурманськ, Росія) — дослідник іспанської літератури в Україні. Доктор філологічних наук, директор Інституту філології Чорноморського державного університету імені Петра Могили.
- Спіцин Олександр Сергійович (нар. 22 серпня 1963, Запоріжжя, УРСР, СРСР) — радянський та український футболіст та футбольний тренер. У 2005—2008 роках — тренер МФК «Миколаїв».
- Трушляков Євген Іванович (11 червня 1963 р., Миколаїв) — ректор Національного університету кораблебудування імені адмірала Макарова, доктор наук, професор НУК.
- Цимбал Сергій Юрійович (нар. 20 червня 1963) — український футболіст, захисник та півзахисник. Після завершення кар'єри гравця — український футбольний арбітр. У складі клубу «Суднобудівник»/«Евіс»/«Миколаїв» провів 69 матчів.

### Померли
- Філіпов Іван Маркелович (1905, Миколаїв — 21 січня 1963, Сімферополь) — український радянський державний, партійний і політичний діяч. Кандидат у члени ЦК КП(б)У (1949—1952).
- Хаскінд Макс Данилович (3 березня 1913 р., Новий Буг — 17 травня 1963 р., Одеса) — фізик, доктор фізико-математичних наук, професор, радянський вчений у галузі гідродинаміки, хитавиці суден, теорії хвиль, теоретичної фізики. Лауреат премії ім. О. М. Крилова[ru]. Викладав в Миколаївському педагогічному інституті (1937 р.) і Миколаївському кораблебудівному інституті.